# George Marshall (generaal)
George Catlett Marshall (Uniontown (Pennsylvania), 31 december 1880 – Washington, 16 oktober 1959) was een Amerikaanse vijf-sterren-generaal. Hij is in Europa vooral bekend door zijn Marshallplan om met Amerikaanse financiële steun West-Europa te helpen, waarvoor hij in 1953 de Nobelprijs voor de Vrede ontving.

## Militaire carrière
Marshall werd geboren in een familie uit de middenklasse. Nadat hij in 1901 was afgestudeerd aan het Virginia Military Institute, ging hij het Amerikaanse leger in.
Hij werd gestationeerd op verschillende posities in de VS en de Filipijnen, en werd getraind in moderne oorlogsvoering.

### Eerste Wereldoorlog
Gedurende de Eerste Wereldoorlog ging hij in de zomer van 1917 met de rang van kapitein naar Frankrijk als het hoofd van de training en planning voor de eerste infanterie divisie. Halverwege het jaar 1918 werd hij gepromoveerd naar het hoofdkantoor van de American Expeditionary Forces, waar hij een belangrijke planner werd voor de Amerikaanse operaties. Hij speelde een belangrijke rol in de vormgeving en coördinatie van het Maas-Argonneoffensief, dat Duitsland tot overgave dwong.

### Tussen de twee wereldoorlogen
In 1919 werd hij de adjudant (aide de camp) van generaal John Pershing. Tussen 1920 en 1924 werkte Marshall op verschillende posities in het Amerikaanse leger, met focus op het onderwijzen en trainen in moderne, gemechaniseerde oorlogsvoering.
Tussen de Eerste Wereldoorlog en de Tweede Wereldoorlog was hij een belangrijk planner en schrijver in het ministerie van Oorlog, werkte vanaf 1924 drie jaar in China en gaf les aan het Army War College.
Hij werd bevorderd tot brigadegeneraal in oktober 1936. In 1939 werd hij door president Franklin D. Roosevelt benoemd tot chef van de generale staf (daarbij 20 anderen, die al langer generaal waren, passerend), wat hij bleef tot 1945.

### Tweede Wereldoorlog
Marshall schreef het document voor de centrale strategie voor alle geallieerde operaties in Europa, selecteerde Dwight Eisenhower als opperste bevelhebber in Europa en gaf Operatie Overlord, de invasie in Normandië, vorm. Gedurende de rest van de Tweede Wereldoorlog, coördineerde Marshall alle geallieerde operaties in Europa en de Stille Oceaan. Hij werd door Winston Churchill gekenschetst als de organisator van de geallieerde overwinning. Time Magazine riep Marshall uit tot man van het jaar in 1944. Samen met Eisenhower en Douglas MacArthur werd hij in 1944 benoemd tot vijf-sterren-generaal. Als adviseur van de presidenten Roosevelt en Harry S. Truman nam hij deel aan alle grote conferenties tijdens de oorlog.
Na de oorlog werd hij in november 1945 benoemd tot persoonlijk adviseur van de president in China, waar de minister van Buitenlandse Zaken (Harriman) bedenkingen tegen had. Hij vond Marshall in politiek opzicht te naïef met name waar het de Russen betrof. In China bemiddelde hij – overigens tevergeefs – bij de onderhandelingen tussen de regering van Chiang Kai-shek en de Chinese communisten. Wel heeft hij in 1946 op een beslissend moment Chiang Kai-shek een eenzijdige wapenstilstand gelast in Mantsjoerije (Noord China) tegen de communistische strijdkrachten toen deze bijna hun laatste grote stad Harbin zouden verliezen en daarmee hun contact met de Russen en het Oostblok. Deze wapenstilstand duurde vier maanden en zorgde ervoor dat de spoorwegverbindingen binnen het Communistische deel van Mantsjoerije en met Rusland en Noord-Korea hersteld konden worden (door de Russen) en hun militairen opnieuw uitgerust met Japanse, Duitse en Russische zware wapens en vliegtuigen en getraind konden worden. De Kwomintang lukte het niet meer om deze zwaarbewapende Communistische troepen in Mantsjoerije te verslaan zodat de Communisten hierdoor een duurzame verbinding wisten te krijgen met Rusland en het Oostblok en waardoor de Communistische Partij van China uiteindelijk de overhand wisten te krijgen.

## Politieke carrière

### Buitenlandse Zaken
Marshall ging met pensioen in 1945 en werd benoemd tot minister van Buitenlandse Zaken (Secretary of State) in 1947. In deze functie hield hij op 5 juni 1947 een toespraak in de Harvard-universiteit, waarin hij een plan schetste voor de Amerikaanse regering voor een bijdrage aan het herstel van Europa. Dit plan, dat bekend werd als het Marshallplan, hielp Europa met een snelle wederopbouw. Hierom werd Marshall benoemd tot Time’s Man of the year in 1948 en kreeg hij de Nobelprijs voor de Vrede in 1953.
In 1949 nam hij ontslag bij het State Department en werd president van het Amerikaanse Rode Kruis.

### Defensie
In 1950 werd hij drie maanden na het begin van de Koreaanse Oorlog teruggeroepen door president Truman als minister van Defensie om het moreel van de troepen te herstellen, dat ernstig was aangetast door de diepe bezuinigingen van zijn voorganger Louis A. Johnson. Een jaar later trad hij definitief terug uit de politiek.

## Herdenking
In 1997 werd, ter gelegenheid van 50 jaar Marshallplan, een door Willem Verbon gemaakte plaquette ter nagedachtenis aan generaal Marshall in Rotterdam onthuld door president Bill Clinton.

## Naslagwerken
- (en)  Cray, Ed. General of the Army: George C. Marshall, Soldier and Statesman. Norton (1990)
- (en)  Jordan, Jonathan W. American Warlords: How Roosevelt's High Command Led America to Victory in World War II (NAL/Caliber 2015).
- (en)   May, Ernest R. 1947–48: When Marshall Kept the U.S. Out of War in China. Journal of Military History, 2002 66(4): 1001–10. ISSN 0899-3718
- (en)  Pogue, Forrest, Viking, (1963–87) Biografie in vier delen, zie Poque Biographies

1901: Dunant, Passy ·
1902: Ducommun, Gobat ·
1903: Cremer ·
1904: Institut de Droit International ·
1905: Von Suttner ·
1906: Roosevelt ·
1907: Moneta, Renault ·
1908: Arnoldson, Bajer ·
1909: Beernaert, Balluet d'Estournelles de Constant ·
1910: IPB ·
1911: Asser, Fried ·
1912: Root ·
1913: La Fontaine ·
1917: ICRC ·
1919: Wilson ·
1920: Bourgeois ·
1921: Branting, Lange ·
1922: Nansen ·
1925: Chamberlain, Dawes ·
1926: Briand, Stresemann ·
1927: Buisson, Quidde ·
1929: Kellogg ·
1930: Söderblom ·
1931: Addams, Butler ·
1933: Angell ·
1934: Henderson ·
1935: Von Ossietzky ·
1936: Lamas ·
1937: Cecil ·
1938: Office international Nansen pour les réfugiés ·
1944: ICRC ·
1945: Hull ·
1946: Balch, Mott ·
1947: Friends Service Council, American Friends Service Committee ·
1949: Orr ·
1950: Bunche ·
1951: Jouhaux ·
1952: Schweitzer ·
1953: Marshall ·
1954: Hoog Commissariaat voor de Vluchtelingen (UNHCR) ·
1957: Pearson ·
1958: Pire ·
1959: Noel-Baker ·
1960: Luthuli ·
1961: Hammarskjöld ·
1962: Pauling ·
1963: ICRC, IFRC ·
1964: King ·
1965: UNICEF ·
1968: Cassin ·
1969: Internationale Arbeidsorganisatie ·
1970: Borlaug ·
1971: Brandt ·
1973: Kissinger, Lê Đức Thọ ·
1974: MacBride, Satō ·
1975: Sacharov ·
1976: Williams, Corrigan ·
1977: Amnesty International ·
1978: Sadat, Begin ·
1979: Moeder Teresa ·
1980: Esquivel ·
1981: Hoog Commissariaat voor de Vluchtelingen (UNHCR) ·
1982: Myrdal, Robles ·
1983: Wałęsa ·
1984: Tutu ·
1985: IPPNW ·
1986: Wiesel ·
1987: Arias ·
1988: VN-vredesmacht ·
1989: Gyatso ·
1990: Gorbatsjov ·
1991: Suu Kyi ·
1992: Menchú ·
1993: Mandela, De Klerk ·
1994: Arafat, Peres, Rabin ·
1995: Rotblat, Pugwash Conferences on Science and World Affairs ·
1996: Ximenes Belo, Ramos-Horta ·
1997: ICBL, Williams ·
1998: Hume, Trimble ·
1999: AzG ·
2000: Dae-jung ·
2001: VN, Annan ·
2002: Carter ·
2003: Ebadi ·
2004: Maathai ·
2005: IAEA, El-Baradei ·
2006: Grameen Bank, Yunus ·
2007: Gore, IPCC ·
2008: Ahtisaari ·
2009: Obama ·
2010: Liu ·
2011: Johnson Sirleaf, Gbowee, Karman ·
2012: Europese Unie ·
2013: OPCW ·
2014: Satyarthi, Yousafzai ·
2015: Kwartet voor Nationale Dialoog in Tunesië ·
2016: Santos ·
2017: ICAN ·
2018: Mukwege, Murad Basee ·
2019: Ahmed ·
2020: Wereldvoedselprogramma ·
2021: Ressa, Moeratov ·
2022: Bjaljazki, Memorial, Centrum voor Burgerlijke Vrijheden ·
2023: Mohammadi ·
2024: Nihon Hidankyo
Jefferson ·
Randolph ·
Pickering ·
Marshall ·
Madison ·
Smith ·
Monroe ·
Adams ·
Clay ·
Van Buren ·
Livingston ·
McLane ·
Forsyth ·
Webster ·
Upshur ·
Calhoun ·
Buchanan ·
Clayton ·
Webster ·
Everett ·
Marcy ·
Cass ·
Black ·
Seward ·
Washburne ·
Fish ·
Evarts ·
Blaine ·
Frelinghuysen ·
Bayard ·
Blaine ·
Foster ·
Gresham ·
Olney ·
Sherman ·
Day ·
Hay ·
Root ·
Bacon ·
Knox ·
Bryan ·
Lansing ·
Colby ·
Hughes ·
Kellogg ·
Stimson ·
Hull ·
Stettinius ·
Byrnes ·
Marshall ·
Acheson ·
Dulles ·
Herter ·
Rusk ·
Rogers ·
Kissinger ·
Vance ·
Muskie ·
Haig ·
Shultz ·
Baker ·
Eagleburger ·
Christopher ·
Albright ·
Powell ·
Rice ·
Clinton ·
Kerry ·
Tillerson ·
Pompeo ·
Blinken ·
Rubio
- Bibsys: 90154726
- Bibliothèque nationale de France: cb12021217c (data)
- Catàleg d'autoritats de noms i títols de Catalunya: 981061288015506706
- CiNii: DA01959804
- Gemeinsame Normdatei: 118731211
- International Standard Name Identifier: 0000 0001 2281 1128
- Library of Congress Control Number: n79109883
- MusicBrainz: 3b2187ab-0d81-414f-b985-fe03dfeabc42
- National Archives and Records Administration: 10582295
- Bibliotheek van het Japanse parlement: 00524183
- Nationale Bibliotheek van Tsjechië: jn20000701166
- Nationale bibliotheek van Australië: 36307042
- Nationale Bibliotheek van Israël: 987007274963505171
- Nationale Bibliotheek van Polen: a0000001186142
- Nationale en Universitaire bibliotheek Zagreb: 000140290
- Nederlandse Thesaurus van Auteursnamen: 069128359
- LIBRIS: 307272
- SNAC: w6vd6wkc
- Système universitaire de documentation: 027543773
- Trove: 1244607
- Virtual International Authority File: 66479870
- WorldCat: E39PBJmTpKTJ3YhHPgMG6wJbh3